# إياد الأعظمي
إياد الأعظمي (بالإنجليزية: Ayad Al Adhamy) مواليد 21 سبتمبر 1985 في المنامة، البحرين. هو موسيقي وعازف ومنتج أسطوانات وصاحب علامة تجارية مقرها في بروكلين بنيويورك. سابقا كان عازف سنثسيزر وآلات إيقاعية وعضو سابق في فرقة بيشن بيت ويتشارك واجبات الريمكس مع نيت دونمويير وإيان هالتكويست.
حاليا قائد فرقة مرآب بروكلين الصخري ووقع مع تسجيلات الإخوة ورنر. أطلقوا ألبومهم الأول في في 4 أبريل 2013 وكان استقباله إيجابي. في عام 2010 الأعظمي وقع مع تسجيلات بيل الأسود. الأعظمي خريج كلية بيركلي للموسيقى في عام 2009.